# John Chapman (évêque)
Pour les articles homonymes, voir John Chapman.
John Holland Chapman est un évêque anglican canadien. Il est l'évêque du diocèse d'Ottawa de 2007 à 2020.

## Biographie
John Holland Chapman est né à Ottawa en Ontario. Il étudie à l'Université Carleton et l'Université Western Ontario.
En 1978, il est ordonné prêtre. Il est d'abord assistant curé à Ottawa, avant de devenir le chapelain anglican de l'Université Western Ontario.
En 1983, il rejoint la faculté de théologie du collège universitaire Huron de l'Université Western Ontario. En 1987, il est nommé recteur à London en Ontario. En 1999, il devient professeur de théologie pastorale au collège universitaire Huron où il est nommé doyen de théologie en 2000.
En septembre 2007, il est élu évêque du diocèse d'Ottawa. Il se retire en 2020.